# Daxton Hill
Daxton Jor-El Hill (Tulsa, Oklahoma, 29 de septiembre de 2000) más conocido como Daxton Hill, es un jugador profesional estadounidense de fútbol americano, se desempeña en la posición de safety en Cincinnati Bengals, en la National Football League (NFL).

## Carrera
Fue seleccionado en la Reunión Anual de Selección de Jugadores de la NFL de 2022. Hizo su debut profesional con el equipo Cincinnati Bengals, lleva jugando dos temporadas.